# گرویدن به مسیحیت

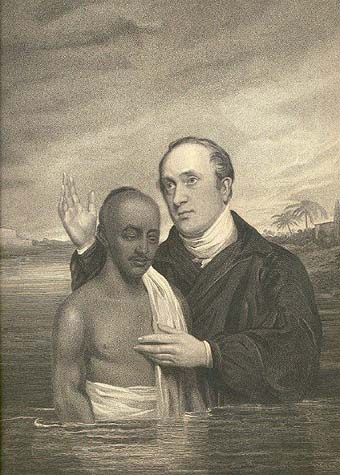
نقاشی جان جکسون اسک از کشیشی مسیحی در حال غسل تعمید دادن

گرویدن به مسیحیت (انگلیسی: Conversion to Christianity) تغییر دین یک فرد غیر مسیحی قبلی به مسیحیت است. فرقه‌های مختلف مسیحی ممکن است انواع مختلفی از تشریفات یا تشریفات آغازین یا پاگشایی را در جامعه مؤمنان خود انجام دهند. متداول‌ترین آیین تغییر مذهب در مسیحیت از طریق غسل تعمید است، اما این امر در بین همه آنها پذیرفته نشده‌است.